# Vagrant Records
Vagrant Records es una discográfica independiente con base en Santa Mónica, California. Se caracteriza por trabajar con grupos de la escena post hardcore, punk rock, emo y otros subgéneros del rock alternativo, especialmente, estadounidense.

## Comienzos
Vagrant fue fundada en 1991 por Rich Egan (mánager de Face To Face) y Jon Cohen. Egan se fijó en modelos como las discográficas punk rock SST y Dischord para poder sacar su proyecto adelante. Comenzaron lanzando algunos 7" sin demasiado éxito. En los cuatro siguientes años Vagrant trató de buscar empleados (logró dos más) y grupos, logrando también cuatro Boxer, Automatic 7, No Motiv y The Gotohells. En 1997 editaron algunos discos recopilatorios como la saga Before You Were Punk, donde en su primera edición reunían versiones de éxitos de comienzos de la década de los 80. En la segunda edición de esta serie entraron en el recopilatorio bandas como blink-182, NOFX o Lagwagon. Ambos lanzamientos lograron 60.000 copias, mientras que un disco en directo de Face To Face en 1998 vendió 75.000 copias, el récord de su corta existencia. Sin embargo, Face To Face no tardaría en fundar una discográfica propia, Lady Luck, para autodistribuir sus discos. Además, ninguna de las cuatro bandas citadas anteriormente lograban pasar de las 10 000 ventas.
Ese mismo año Vagrant fichó a The Get Up Kids, con quienes gozarían de gran éxito durante los diez años de carrera del grupo de punk pop de Kansas, no sin tener que esperar a que la banda deshojara la margarita de las discográficas: Doghouse (con quienes grabaron su primer disco) Geffen Records o Mojo. Pero al final, después de negociaciones infructuosas con esos sellos, se decidieron por Vagrant, a cambio de algo más de 50.000$.
El 28 de septiembre de 1998 Vagrant lanzó el disco Something To Write Home About, de The Get Up Kids y primer éxito del sello, logrando unas ventas superiores a grupos del estilo como The Promise Ring o Burning Airlines. Además, tocaron como teloneros en conciertos de Green Day o Weezer, aumentando así su caché. Con los beneficios obtenidos, Egan invirtió rápidamente en bandas emergentes y, una de ellas fue Alkaline Trio, una de las bandas estandarte de Vagrant.
La banda de Chicago había editado dos EP´s con el sello independiente Asian Man Records, logrando buenas ventas y reputación en el panorama punk rock y punk pop. Curiosamente Egan y Alkaline Trio eran amigos antes de la creación de Vagrant e, incluso, se les propuso grabar Maybe I'll Catch Fire con Vagrant, pero ya habían firmado con Asian Man Records.
El 3 de abril de 2001 Vagrant y Alkaline Trio lanzan su primer disco juntos, From Here To Infirmary. El disco fue todo un éxito, entrando en el Billboard 200 y la banda de Matt Skiba comenzó una gira con blink-182.
El próximo grupo en firmar por Vagrant sería Hey Mercedes, de tendencias alternativas como el emo. Antes estuvieron conversando con Jade Tree Records (The Promise Ring, Euphone, Joan Of Arc), donde parecía que el todo iba sobre ruedas, pero Jade Tree encontró otras prioridades. Durante la negociación de Vagrant con Hey Mercedes, Egan entabló negociaciones con la discográfica neoyorquina TVT para la distribución de los trabajos de Vagrant. De repente saltaron falsos rumores sobre si Egan había vendido los derechos de distribución a una gran discográfica, como apareció en numerosas revistas de punk rock. En ese momento Vagrant tenía en catálogo 15 bandas, entre ellas las recién fichadas Rocket From The Crypt y Saves The Day. En el verano de 2001 comenzó la Vagrant America Tour, una gira del sello y sus bandas por Estados Unidos de 52 días de duración. En ella participaron los principales grupos de Vagrant como Get Up Kids, Alkaline Trio y Saves The Day.

## Malos tiempos para Vagrant
Después de varios problemas con TVT y los acuerdos con esta, Egan se reúne con Jay Faires, propietario de JCOR Entertainment y le ofrece la distribución de su material a través de una gran discográfica, Interscope. Con ellos acuerdan la distribución de las grabaciones de Saves The Day y Hey Mercedes. El 15 de agosto de 2001, el tribunal supremo de Nueva York, suspende las acciones de Vagrant, en vistas de arreglar los polémicos contratos con TVT. Al final, ambos sellos se pusieron de acuerdo, después de que el futuro de Vagrant hubiera estado en el aire.
Los problemas no se detendrían ahí. Vagrant y Alkaline Trio se vieron envueltos en un polémico asunto, con cruces de declaraciones, correos electrónicos de por medio y muchas acusaciones mutuas. Alkaline Trio, mientras duró el pleito de Vagrant con TVT, estuvo en gira y sin discos que vender, algo que irritó bastante a Skiba hasta el punto de que le propuso a Egan abandonar la discográfica. Algunas fuentes señalan que se quería marchar a Fat Wreck Chords. Vagrant, por su parte, acusó a Alkaline Trio de conspirar contra el sello, de abandonarlos durante el juicio y de querer marcharse a Fat Wreck Chords. Al final, las cosas se arreglaron y Alkaline Trio y Vagrant se reconcilian. Las bandas de Vagrant logran levantar el vuelo de esta, con los éxitos de Saves The Day, con su sencillo At Your Funeral, vendiendo 15.000 discos en la primera semana y entrando en el Billboard 100. Además, el disco debut de Hey Mercedes supera las 30.000 copias y From Here To Infirmary, de Alkaline Trio las 80.000 unidades.

## Vagrant actualmente
Pero, a pesar de que los conciertos organizados por Vagrant se llenaban, la Vagrant America Tour fue una inversión muy importante. Tan importante que Egan comenzó a entablar conversaciones con grandes grupos discográficos para vender una parte de Vagrant. En febrero de 2002, Egan tiene dos ofertas, de Interscope (con quien ya trabajó en la distribución de los discos de Saves The Day, entre otros) y Warner Brothers.
Actualmente, Vagrant Records actúa como una discográfica independiente, con la distribución de Interscope Records.

## Bandas
- Alexisonfire
- Alkaline Trio
- The Anniversary
- Audio Learning Center
- BiologyBiology
- The Bled
- Boxer
- The Comas
- Dashboard Confessional
- Down to Earth Approach
- Eels
- Emanuel
- Face to Face
- French Kicks
- From Autumn to Ashes
- The Futureheads
- The Get Up Kids
- Hey Mercedes
- The Hold Steady
- Hot Rod Circuit
- John Ralston
- The Lemonheads
- Moneen
- The New Amsterdams
- No Motiv
- Paul Westerberg
- Protest the Hero
- Reggie and the Full Effect
- Rocket from the Crypt
- Saves the Day
- Senses Fail
- Viva Death